# Waidhofen an der Thaya
Waidhofen an der Thaya è un comune austriaco di 5 636 abitanti nel distretto di Waidhofen an der Thaya, in Bassa Austria, del quale è capoluogo e centro maggiore; ha lo status di città capoluogo di distretto (Bezirkshauptstadt). Il 1º gennaio 1971 ha inglobato i comuni soppressi di Hollenbach, Kleineberharts, Puch, Ulrichschlag e Vestenötting.